# Laval-Saint-Roman
Laval-Saint-Roman – miejscowość i gmina we Francji, w regionie Oksytania, w departamencie Gard.
Według danych na rok 1990 gminę zamieszkiwało 185 osób, a gęstość zaludnienia wynosiła 18 osób/km² (wśród 1545 gmin Langwedocji-Roussillon Laval-Saint-Roman plasuje się na 723. miejscu pod względem liczby ludności, natomiast pod względem powierzchni na miejscu 741.).